# Robert Gold
Robert Gold (* 26. September 1970 in Ost-Berlin) ist ein deutscher Filmproduzent, Schriftsteller und Drehbuchautor.

## Leben
Robert Gold studierte von 1992 bis 1997 Gesellschafts- und Wirtschaftskommunikation an der Universität der Künste Berlin (damals Hochschule der Künste Berlin) mit dem Schwerpunkt Schreiben; parallel sammelte er praktische Erfahrungen beim Film.
Nach seinem Studium gründete er 1998 die Filmproduktionsfirma BIGFISH, die in den folgenden Jahren zu einer der wichtigsten Produktionsfirmen für Musikvideos und Werbefilme avancierte. 2008 folgte die Gründung der Filmproduktionsfirma Bittersuess Pictures, deren erster Spielfilm Shahada (Regie: Burhan Qurbani) im Wettbewerb der Berlinale 2010 und auf weiteren Festivals vertreten war. 2012 stieg Gold aus seinen Firmen aus, um sich neuen Projekten zu widmen. Er arbeitete anschließend unter anderem als Creative Producer für die NDR-Serie Der Tatortreiniger mit Bjarne Mädel.
Im Jahr 2016 veröffentlichte Gold seinen Debütroman Flieg ich durch die Welt im Eulenspiegel Verlag. „Robert Golds Debütroman Flieg ich durch die Welt erzählt die Geschichte junger Menschen um die Wendezeit. Doch sie könnte auch heute spielen“ (Ann-Kristin Schöne, fluter-Magazin).
Robert Gold wird als Drehbuchautor von der Felix-Bloch-Erben-Agentur vertreten. Er lebt in Prenzlauer Berg, Berlin.

## Filmografie (Drehbuch)
- 2019: Der Fall Collini (Co-Autor, Regie: Marco Kreuzpaintner)
- 2020: Narziss und Goldmund (Co-Autor, Regie: Stefan Ruzowitzky)
- 2025: Verhängnisvolle Leidenschaft Sylt (Co-Autor, Regie: Elmar Fischer)
- 2025: Dr. Nice – Flammende Herzen (Autor, Regie: Ulrike Grote)

## Roman
- 2016: Flieg ich durch die Welt (Eulenspiegel Verlag, ISBN 978-3-359-02497-2)